# Alexander Wladimirowitsch Pal

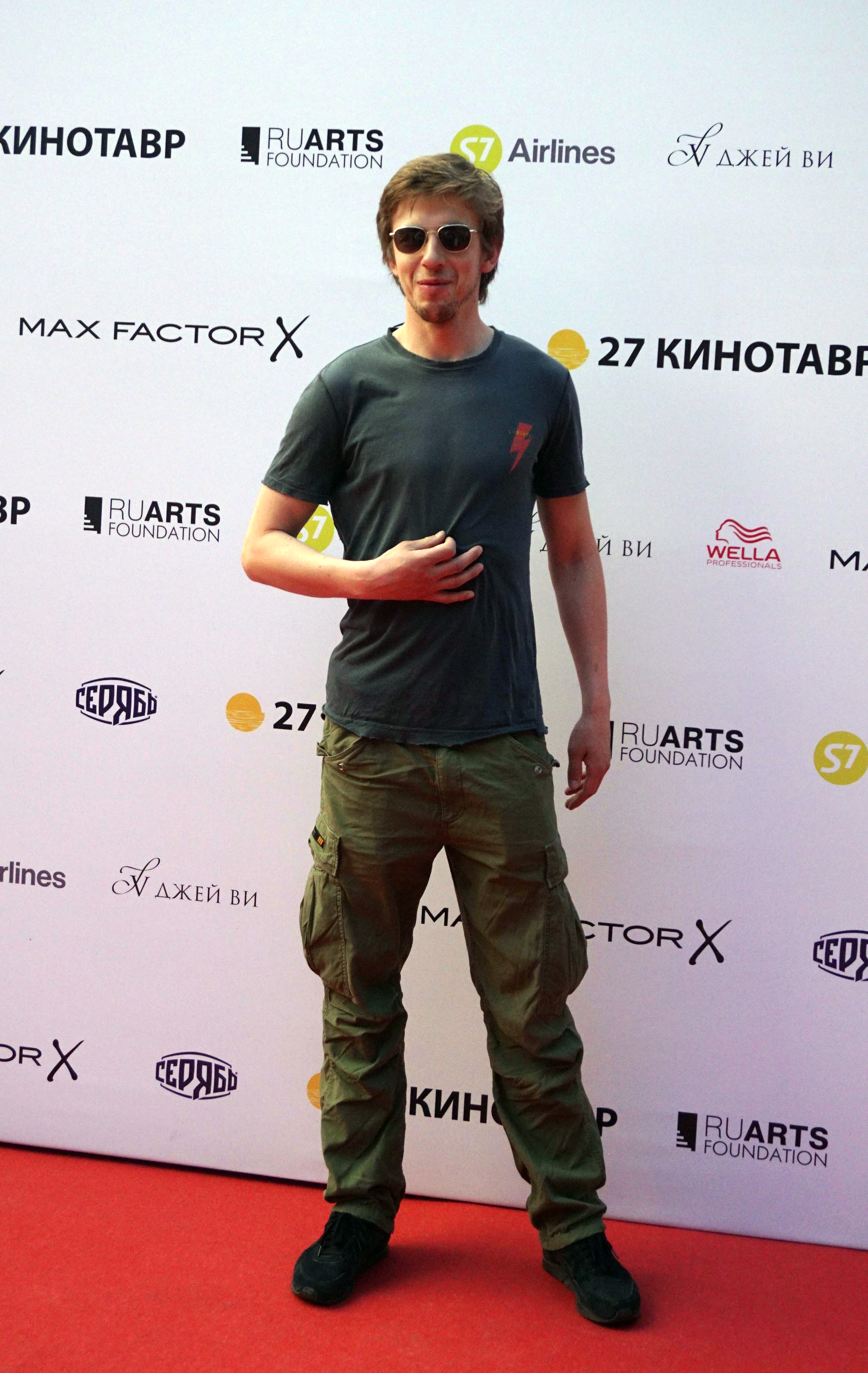
Alexander Wladimirowitsch Pal

Alexander Wladimirowitsch Pal (russisch Александр Владимирович Паль; * 16. Dezember 1988 in Tscheljabinsk, Russische Sozialistische Föderative Sowjetrepublik, Sowjetunion) ist ein russischer Schauspieler.

## Leben
Alexander Wladimirowitsch Pal wurde 1988 in Tscheljabinsk geboren. Alexander Pal ist ein Nachfahre von Russlanddeutschen, die nach dem Einmarsch deutscher Truppen in die UdSSR in den Ural deportiert wurden. Er besuchte die Russische Akademie für Theaterkunst.
Ab 2012 war er mit Jelisaweta Jankowskaja, der Enkelin von Oleg Iwanowitsch Jankowski, liiert.
Pal war seit 2013 in mehr als 30 Film- und Fernsehproduktionen zu sehen.

## Filmografie
- 2013: Пельмени
- 2013: Всё и сразу
- 2013: Gagarin – Wettlauf ins Weltall (Gagarin. Perwy w kosmosse)
- 2013: Pelmeni
- 2013: Gorko! (Горько!)
- 2014: Gorko! 2 (Горько! 2)
- 2014: Нечаянно
- 2014: Jolki 1914 (Ёлки 1914)
- 2015: Новые русские
- 2015: Парень с нашего кладбища
- 2015: Без границ
- 2015: Страна чудес
- 2015: Хардкор
- 2015: Тряпичный союз
- 2015: Hardcore
- 2016: Слава
- 2016: Добрый день
- 2016: Утро
- 2016: Ледокол
- 2016: Хороший мальчик
- 2016: Peterburg. Tolko po Ljubwi (Петербург. Только по любви)
- 2017: Life Goes On (Жизнь впереди)
- 2017: Вы все меня бесите
- 2017: About Love 2 (Про любовь. Только для взрослых)
- 2017: Налёт
- 2017: Детки
- 2017: Электрический ток
- 2018: Олеся
- 2018: Нет
- 2019: Толя-робот
- 2019: Verlangen – Die Begierden einer Frau (Верность)
- 2019: БИХЭППИ
- 2020: Чего хочет Слава?
- 2020: Глубже!
- 2021: Никто
- 2021: Nobody
- 2021: Delo (Дело)
- 2021: День мёртвых
- 2023: Бансу
- 2023: Цикады